# レクシー・トンプソン
アレクシス・ノエル・「レクシー」・トンプソン（ Alexis Noel "Lexi" Thompson 、1995年2月10日生まれ）は、LPGAツアー米国人女子プロゴルファー。12歳で全米女子オープン本選で予選通過した。2010年に15歳でプロ転向した。2011年9月18日、16歳7カ月8日で LPGA ツアー（ナビスターLPGAクラシック、Navistar LPGA Classic）で初優勝し、LPGAツアー最年少優勝の記録を塗り替えた。3カ月後の12月17日、女子ヨーロピアンツアー (Ladies European Tour, LET) のドバイレディースマスターズ (Dubai Ladies Masters) で2位に4打差をつけて優勝し、LET の最年少記録での優勝となった（後年この記録は更新され現在は2番目）。2014年にはクラフトナビスコ選手権に優勝したが、この時彼女は19歳1カ月27日で、これも最年少でのメジャー選手権優勝記録となった（2019年現在は5番目）。
2024年5月28日、SNSを通じて「今季限りでの現役引退」を発表した。

## プロでの成績

### 2010年

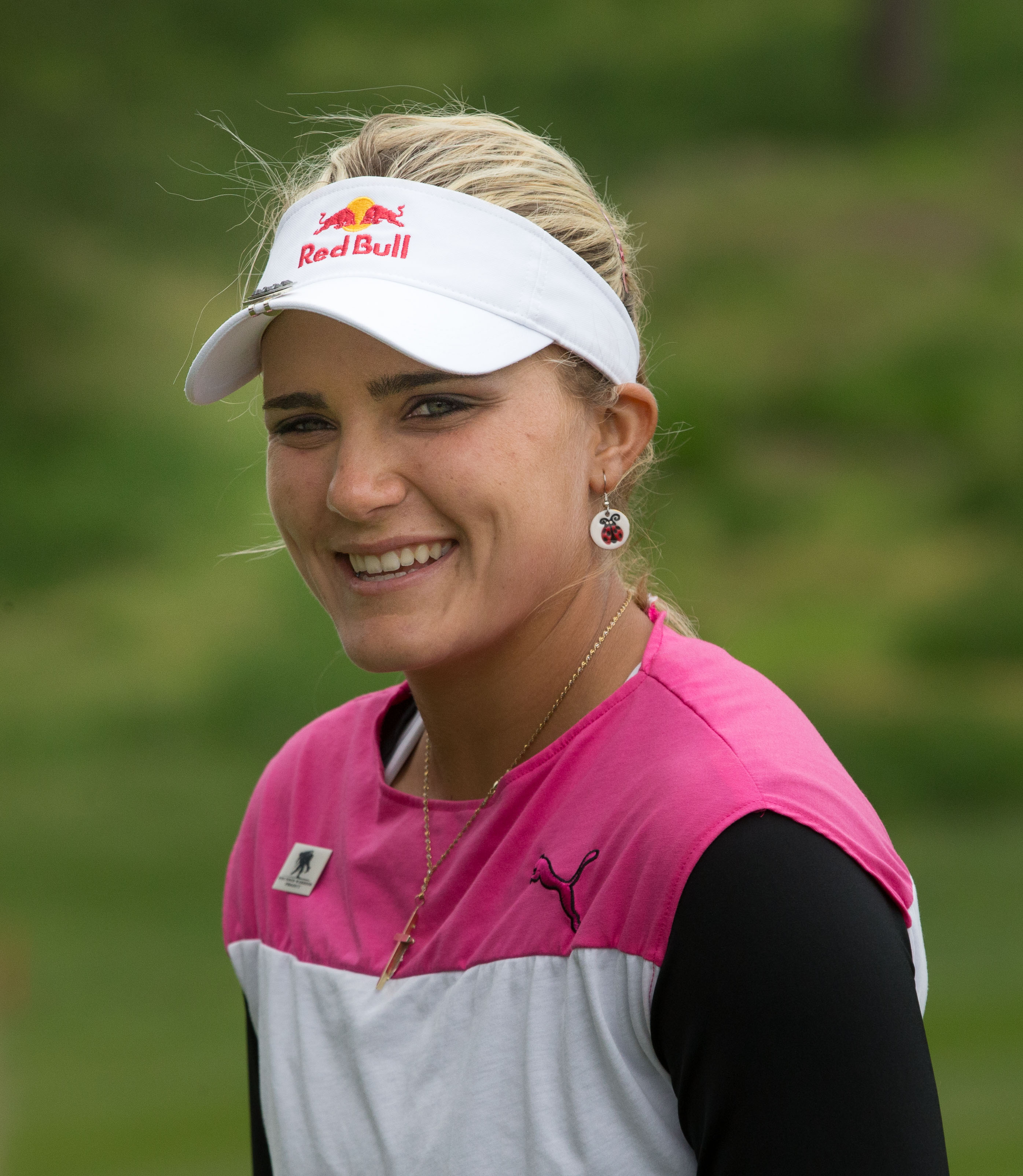
Lexi Thompson, 2013

トンプソンは、2010年6月16日にプロになったと発表した。彼女は、コブラプーマゴルフ(Cobra-PUMA Golf) およびレッドブル (Red Bull) とスポンサー契約を締結した。
この時点でのトンプソンはLPGAツアーのメンバーとしての公式の地位を欠いており、トーナメント本選に出場するにはスポンサーによる予備予選免除（招待）枠の適用に大きく依存しなければならなかった。最初のスポンサーによる予備予選免除は、ショップライト (ShopRite) LPGAクラシックへの出場だった。そこで彼女は4ストローク差で予選落ちした。
5月にフロリダで開催された予備（セクショナル）予選にエントリーしてこれを通過、7月8日から11日まで本選が行われる全米女子オープンに出場した。ここで首位のポーラ・クリーマーから9打差の10位タイでフィニッシュし、+ 6（73-74-70-73 = 290）、初めてのプロ賞金72,131ドルを得た。
2週間後、エビアンマスターズで、トンプソンは首位に1打差の2位タイ、-13（69-72-67-67 = 275）で終え、242,711ドルを稼いだ。 3回のプロトーナメントで得た合計賞金額は314,842ドルで、仮に彼女が LPGA ツアーのメンバーだった場合、公式 LPGA 賞金リストで18位にランクされていたことになる。エビアンマスターズの結果により、彼女は女性の世界ゴルフランキングが75位上昇して74位になった。彼女は2010年のLPGAツアーでさらに3つのトーナメントをプレーし、カナディアン女子オープンでは予選落ちしたが、残りの2つの大会は16位タイと57位タイでフィニッシュした。

### LPGAへの請願
2010年の12月、LPGA に対して、2011年に行われるトーナメントについて、これまでの LPGA ルールでは非会員は6試合までしか出場が許されないとされているところを、スポンサー予備予選免除枠を使って最大12トーナメントの出場を許可してほしい、との請願を行った。2011年1月、コミッショナーであるマイク・ワンはこの請願を却下したが、代わりに非会員でもマンデークォリファイイングには参加できるようにルールを改正した。このことで2011年に（マンデーで上位に入れば）12を超える数のトーナメントの本選に出場するチャンスが得られることになった。

### 2011年 – 2013年
トンプソンは2010年10月、フュージョンマイナーリーグゴルフツアー (Fuzion Minor League Golf Tour) という団体が主催する、男子の育成目的の（1日だけの）ワンデートーナメントに出場し始めた。ここでは女子プレーヤーは男子の平均94%の距離のティーからプレーした。2011年2月には女子のツアーに戻り、オーストラリアン女子オープンとANZレディーズマスターズに出場し、前者では予選落ち、後者では42位タイの成績だった。米国に戻り2月21日にはホームコースであるコーラルスプリングスで行われたフュージョンツアー（一日大会）でデビッド・バーガーロンとのプレーオフを2ホール目で制して優勝。これが彼女のプロ転向後の初勝利となった。3月、LPGAキアクラシックではマンデーから参戦したが本選出場はならなかった。
2011年初めてのLPGAトーナメントはAvnet LPGA Classicで、これはスポンサー枠の予備予選免除で本選出場した。3ラウンド終了時には首位のキム・ソンヒー (Song-Hee Kim) と並んでいた。日曜日、14番15番を連続ボギーし78を叩き、最終的には首位（マリア・ヨース、Maria Hjorth）から9打差の19位タイとなった。ShopRite LPGA Classicでは予選落ちした。全米女子プロゴルフ選手権と全米女子オープンはマンデーから挑戦したがいずれも本選出場できなかった。LPGA ツアー 5試合目のエビアンマスターズでは36位タイでフィニッシュした。春から夏にかけてはフュージョンツアーに継続的に参加していた。8月にセーフウェイクラシックで31位タイ、次いでカナディアン女子オープンは予選落ち。9月になってNavistar LPGA Classicで16歳で初優勝し、これは1952年にマレーナ・ハッジが18歳で初優勝したLPGAツアーの記録を塗り替えるものだった。彼女の記録は11か月後のカナディアン女子オープンで優勝したリディア・コ（15歳）に塗り替えられる。
2011年12月17日、ヨーロピアンレディースツアー (Ladies European Tour, LET) のドバイレディースマスターズで2位に4打差をつけて優勝。このとき16歳だったが、LET の最年少優勝記録となった。

### 2012年の LPGA メンバーシップ
LPGAツアーのメンバーになるには18歳以上でなければならないというルールの除外を求めた請願に成功し、2011年のクォリファイイングスクール（Qスクール）に参加して勝ち上がれば2012年ツアーの出場権を得ることが可能となった。3段階のQスクールの最初のステージ (Stage I) は2011年7月26日から29日にデイトナビーチのLPGAインターナショナルコースで行われ、ここで2位に10打差の-23でトップ通過した。ステージIの上位50位（およびタイ）がステージIIに進出できるが、その前にナビスターLPGA (Navistar LPGA) に優勝した。このためステージIIを放棄し、LPGAに対してこのナビスターの優勝を以てメンバーシップが得られるよう請願を行った。この請願は9月30日に承認され、晴れて2012年のツアーに参戦できるようになった。
この後の10月にはSime Darby LPGA Malaysia（LPGAツアー2勝目）、11月にはロレーナオチョア招待と2つのLPGAツアー大会に優勝（LPGAツアー3勝目）した。

### 2014年
トンプソンの LPGA ツアー4勝目はクラフトナビスコ選手権で、初めての女子メジャー大会優勝となった。優勝当時で最年少に次ぐ2番目の若さでの女子メジャー勝利だった。

### 2015年 – 2016年
LPGAツアー5勝目と6勝目はそれぞれMeijer LPGA ClassicとLPGA Hana Bank Chapionshipだった。これがベストシーズンで、1,763,904ドルの賞金額はリスト5位だった。2016年には Honda LPGA Thailandで7勝目を挙げた。同年、日本にも LPGA という名称のゴルフ統括組織があり、このツアーに参戦し、World Ladies Championship Salonpas Cup に優勝した。ウォーバーンゴルフアンドカントリークラブにおける全英女子オープンでは自己ベストの8位タイでフィニッシュした。

### 2017年
この年はPure Silk-Bahamas LPGA Classicの出場からスタートしたが、第2ラウンドでは12アンダーパーの61で回った。大会はブリタニー・リンシコムがプレーオフの最初のホールでバーディーを取り優勝した。LPGAツアー8勝目はKingsmill Championshipで達成。
4月のANAインスピレーションでは、第3ラウンドの17番ホールでボールのリプレース方法を誤り4打罰を科された。テレビで観戦していた視聴者からの通報でこのことが発覚した。それでも最終日にプレーオフに持込むことができたが、最終的にはリュウソヨンに負けた。
9月9日、Indy Women in Tech Championship でLPGAツアー9勝目を挙げた。
シーズン終盤のCMEグループ・ツアー選手権の最終日18番ホールで2フィートのパットを外し、2連続バーディーを取ったアリヤ・ジュタヌガーンに負けた。だがCME Globe のレースでは依然首位に留まることができたので、賞金の100万ドルを得ることができた。

### 2018年
2018年の全英女子オープンを途中棄権した後、1ヵ月間 LPGA ツアーから離れた。インスタグラムには、「このところ長いこと自分が自分でないように感じていた」、「この時間をメンタルのバッテリー充電に使い、プロゴルフから距離を置いて自分自身を見つめなおします」と書いた。休暇後、2試合連続で予選落ちしたが、シーズン終盤のCMEグループ・ツアー選手権で2位のネリー・コルダに4打差をつけて優勝した。この勝利は最後のそれから1年以上経過していたが、プロになって10回目の勝利であり、500,000ドルの賞金を獲得した。

## プロ優勝 (14)

### LPGAツアー (11)
| Legend                  |
| Major championships (1) |
| Other LPGA Tour (10)    |

| No. | Date         | Tournament                             | 優勝スコア      | アンダーパー | 2位との差 | 2位（タイ）                         |
| --- | ------------ | -------------------------------------- | --------------- | ------------ | --------- | ----------------------------------- |
| 1   | Sep 18, 2011 | ナビスターLPGAクラシック               | 66-68-67-70=271 | −17          | 5打差     | Tiffany Joh                         |
| 2   | Oct 13, 2013 | サイム・ダービーLPGAマレーシア         | 67-63-66-69=265 | −19          | 4打差     | 馮珊珊                              |
| 3   | Nov 17, 2013 | ロレーナ・オチョア・インビテーショナル | 72-64-67-69=272 | −16          | 1打差     | ステイシー・ルイス                  |
| 4   | Apr 6, 2014  | クラフト・ナビスコ選手権               | 73-64-69-68=274 | −14          | 3打差     | ミシェル・ウィー                    |
| 5   | Jul 26, 2015 | マイヤーLPGAクラシック                 | 69-64-68-65=266 | −18          | 1打差     | ジェリーナ・ピラー リセット・サラス |
| 6   | Oct 18, 2015 | LPGA KEBハナバンク選手権               | 68-67-69-69=273 | −15          | 1打差     | Sung Hyun Park ヤニ・ツェン         |
| 7   | Feb 28, 2016 | ホンダLPGAタイランド                   | 64-72-64-68=268 | −20          | 6打差     | 田仁智                              |
| 8   | May 21, 2017 | キングスミル選手権                     | 65-65-69-65=264 | −20          | 5打差     | 田仁智                              |
| 9   | Sep 9, 2017  | Indy Women in Tech Championship        | 63-66-68=197    | −19          | 4 strokes | リディア・コ                        |
| 10  | Nov 18, 2018 | CMEグループ・ツアー選手権              | 65-67-68-70=270 | −18          | 4 strokes | ネリー・コルダ                      |
| 11  | Jun 9, 2019  | ショップライトLPGAクラシック           | 64-70-67=201    | −11          | 1 stroke  | イ・ジョンウン6                     |

### LET (1)
| No. | Date         | Tournament                             | 優勝スコア      | アンダーパー | 2位との差 | 2位           |
| --- | ------------ | -------------------------------------- | --------------- | ------------ | --------- | ------------- |
| 1   | Dec 17, 2011 | オメガ・ドバイ・レディース・マスターズ | 70-66-70-67=273 | −15          | 4打差     | Lee-Anne Pace |

### 日本ツアー (1)
| No. | Date       | Tournament                                         | 優勝スコア      | アンダーパー | 2位との差 | 2位      |
| --- | ---------- | -------------------------------------------------- | --------------- | ------------ | --------- | -------- |
| 1   | 8 May 2016 | ワールドレディスチャンピオンシップサロンパスカップ | 70-68-65-72=275 | −13          | 2打差     | 渡邊彩香 |

### その他 (1)
2011 TPC February Shootout (Fuzion Minor League Golf Tour)